# روجر فرانكلين
روجر فرانكلين (7 سبتمبر 1990 في الولايات المتحدة - ) (بالإنجليزية: Roger Franklin)‏ هو لاعب كرة سلة أمريكي في مركز هجوم صغير الجسم. لعب مع ماتريكس ماجيكس.

## وصلات خارجية
- روجر فرانكلين على موقع كرة السلة الأوروبية.كوم (الإنجليزية)
- روجر فرانكلين على موقع كلية كرة السلة في سبورتس رفرنس.كوم (الإنجليزية)
- روجر فرانكلين على موقع ريلجم (الإنجليزية)
- روجر فرانكلين على موقع بروبوليرز (الإنجليزية)